# Ama (Shimane)
Ama (海士町?) è una cittadina giapponese della prefettura di Shimane.